# Slobodan Popović
Slobodan Popović (serb. Слободан Поповић, ur. 28 września 1961 w Inđii) – serbski lekkoatleta, specjalizujący się w biegu na 800 metrów, reprezentant Jugosławii, uczestnik letnich igrzysk olimpijskich w 1988 i 1992 r. Jest złotym medalistą uniwersjady z 1987 r. w biegu na 800 m. Jest aktualnym rekordzistą Serbii w biegu na 800 i 1000 metrów na stadionie oraz na 800 m w hali.

## Wyniki na letnich igrzyskach olimpijskich
Po raz pierwszy wystartował na igrzyskach olimpijskich w Seulu, w 1988 r. Uczestniczył w rywalizacji biegu na 800 metrów, gdzie dotarł do półfinału. Reprezentował również Jugosławię w biegu sztafetowym 4 × 400 metrów wraz z Branislavem Karaulićem, Slobodanem Brankovićem i Ismailem Mačevem – Jugosłowianie zakończyli rywalizację na piątym miejscu biegu półfinałowego. Popović wystąpił jeszcze na kolejnych igrzyskach, w Barcelonie, także w biegu na 800 m. Zakończył swą przygodę z igrzyskami po biegu eliminacyjnym. 
| Igrzyska       | Konkurencja | Eliminacje / Kwalifikacje | Eliminacje / Kwalifikacje | Eliminacje / Kwalifikacje | Ćwierćfinał | Ćwierćfinał | Ćwierćfinał | Półfinał | Półfinał | Półfinał | Finał | Finał   | M-F |
| Igrzyska       | Konkurencja | Grupa                     | Wynik                     | Miejsce                   | Grupa       | Wynik       | Miejsce     | Grupa    | Wynik    | Miejsce  | Wynik | Miejsce | M-F |
| -------------- | ----------- | ------------------------- | ------------------------- | ------------------------- | ----------- | ----------- | ----------- | -------- | -------- | -------- | ----- | ------- | --- |
| Seul 1988      | 800 m       | 8                         | 1:46,49                   | 3.                        | 3           | 1:45,30     | 2.          | 1        | 1:45,11  | 6.       | NQ    | NQ      | 11. |
| Seul 1988      | 4 × 400 m   | 2                         | 3:05,62                   | 2.                        | —           | —           | —           | 2        | 3:01,59  | 5.       | NQ    | NQ      | 9.  |
| Barcelona 1992 | 800 m       | 7                         | 1:49,69                   | 4.                        | NQ          | NQ          | NQ          | NQ       | NQ       | NQ       | NQ    | NQ      | 29. |